# Sah
Sah was in de Egyptische mythologie de personificatie van het sterrenbeeld Orion. De vrouw van Sah was Sopdet, de personificatie van Sirius. Hun zoon was Sopdu.
Zowel het sterrenbeeld Orion als de ster Sirius waren in de Egyptische mythologie zeer belangrijk. Ze werden gezien als manifestaties van Osiris en Isis. Vandaar dat Sah in de piramideteksten uit het Oude Rijk vaak Vader van alle Goden wordt genoemd.
Afbeeldingen van Sah zijn schaars. In de meeste afbeeldingen zien we hem als een man met baard in een roeiboot van papyrus, varend tussen de sterren in de nachtelijke hemel.